# Parc national Las Palmas de Cocalán
Le parc national Las Palmas de Cocalán est un parc national situé dans la région du Libertador General Bernardo O'Higgins  au Chili. Créé en 1971 par les habitants de la province, il fut officialisé « parc national » en 1989. Il est administré par la Corporación Nacional Forestal (CONAF).

## Flore
La particularité du parc est la présence de près de 35 000 cocotiers du Chili (Jubaea chilensis) dont la sève sert à élaborer du sirop de palmier.